# Градскі (стадіон, Копривниця)
«Градскі стадіон» (хорв. «Gradski stadion u Koprivnici») — футбольний стадіон у місті Копривниця, Хорватія, домашня арена ФК «Славен Белупо».
Стадіон побудований протягом 1995—1996 років та відкритий у 1997 році. 2007 року арена реконструйована. Було встановлено систему освітлення, споруджено західну трибуну потужністю 3 800 глядачів із тимчасовим дахом та фірмовий магазин ФК «Славен Белупо». У планах розвитку стадіону є спорудження постійного даху над трибуною, облаштування інфраструктури арени та будівництво східної і північної трибун, що дозволить збільшити потужність до 20 000 глядачів.
На арені домашні матчі приймають збірні Хорватії з футболу різних категорій.